# Valli mirandolesi
Le Valli mirandolesi sono un'area naturale protetta e un geosito situati nel territorio comunale di Mirandola, a nord della frazione di Mortizzuolo e a sud delle frazioni di Gavello e San Martino Spino, nella pianura modenese settentrionale, vicino ai confini con le province di Mantova e Ferrara.
L'area è caratterizzata da un'agricoltura intensiva in una zona scarsamente popolata, poiché fino agli inizi del XX secolo erano presenti acque stagnanti e prati umidi.
Tali zone alluvionali, i cui primi insediamenti risalgono all'epoca etrusca, sono state utilizzate storicamente per l'itticoltura e - fino al secolo scorso - per l'allevamento degli equini.

## Territorio

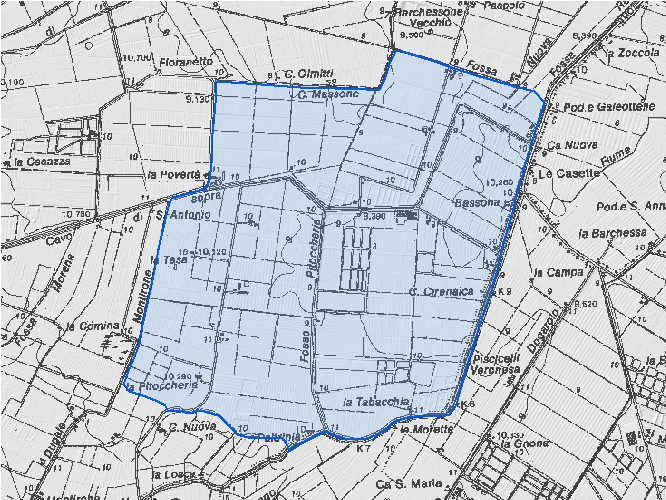
Perimetro del geosito e carta geologica delle Valli mirandolesi

Questo bene è costituito da alcune forme fluviali, tipiche dell'ambiente di pianura alluvionale, le quali vanno segnalate soprattutto come esempi d'evoluzione geomorfologica ed oggetti d'esemplarità didattica a livello regionale.
Un primo elemento è costituito dalla "Valle Le Partite". Si tratta di un'area topograficamente depressa, corrispondente ad un bacino d'esondazione interfluviale, delimitato tutt'intorno da alvei o paleoalvei pensili, che impediscono lo scolo naturale delle acque. Nelle Valli Le Partite si rinvengono le quote più basse di tutta la pianura modenese (8 m s.l.m.). Vi affiorano depositi olocenici, la cui granulometria varia dai limi alle argille.

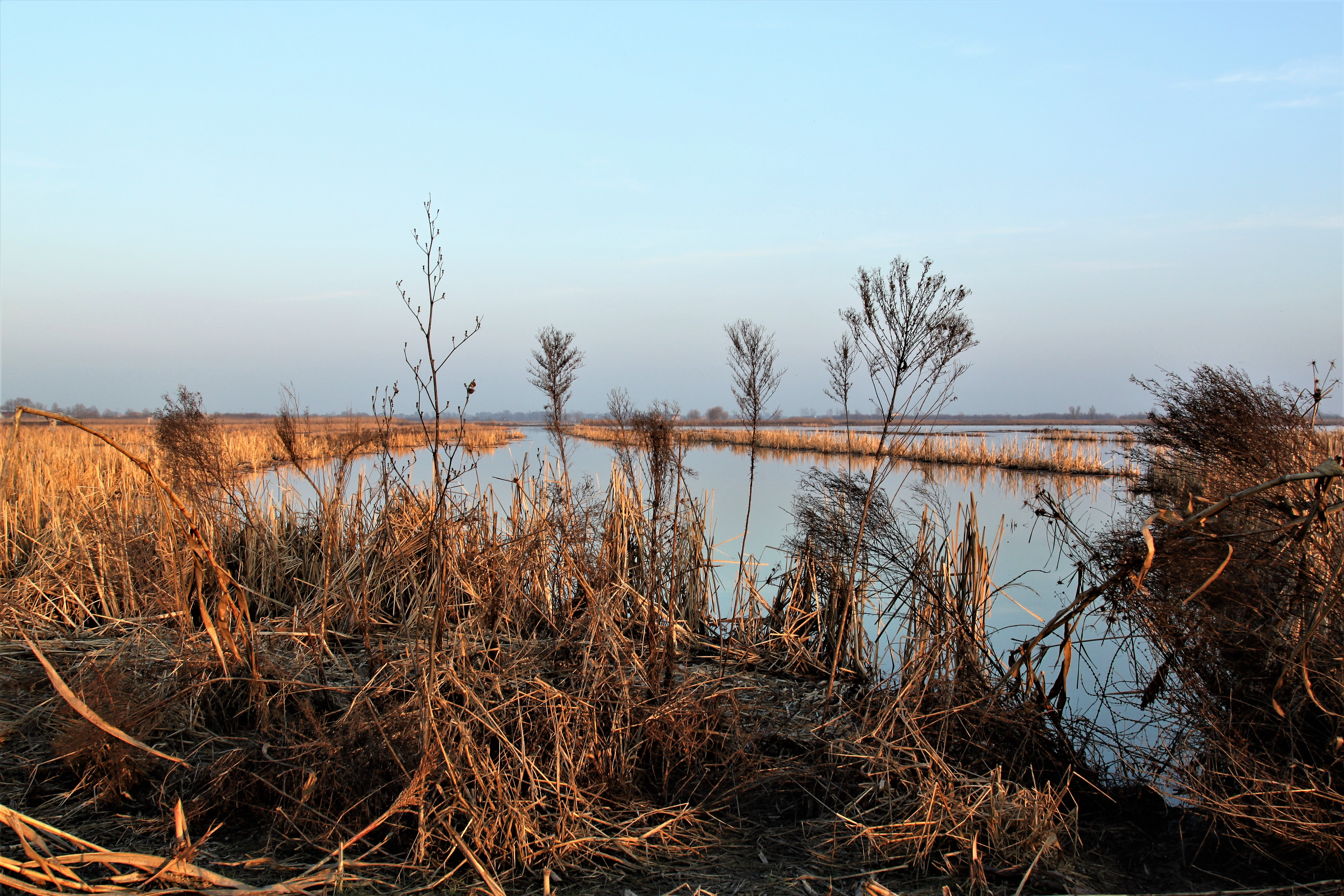
Vasca per l'allevamento ittico

Le valli rappresentano le vestigia di zone umide prosciugate artificialmente. Questo settore di pianura, infatti, che in età imperiale romana era caratterizzato da limitate presenze d'acquitrini e stagni, verso il Medioevo si era fatta palustre, mantenendosi tale sino alla fine del secolo scorso. Alcuni toponimi, quali ad esempio Miseria e Povertà, stanno appunto ad evidenziare un territorio in cui l'insediamento umano era particolarmente difficile, in relazione alla natura dei terreni e per la frequente possibilità d'allagamenti. I terreni, infatti, sono per lo più argillosi ad alta plasticità ("forti", secondo una comune definizione agronomica) e, pertanto, difficili da dissodare senza gli attuali mezzi meccanici; inoltre, sono spesso caratterizzati da un elevato contenuto salino. Per fenomeni di spremitura e, conseguentemente, per capillarità, acque "di fondo", ad elevata concentrazione salina, risalgono dagli strati sottostanti; nell'area al confine tra le province di Modena, Ferrara e Mantova, a poche decine di metri di profondità si rinvengono, infatti, le formazioni geologiche, della cosiddetta "Dorsale ferrarese", fronte dell'Appennino sepolto sotto le alluvioni della pianura.

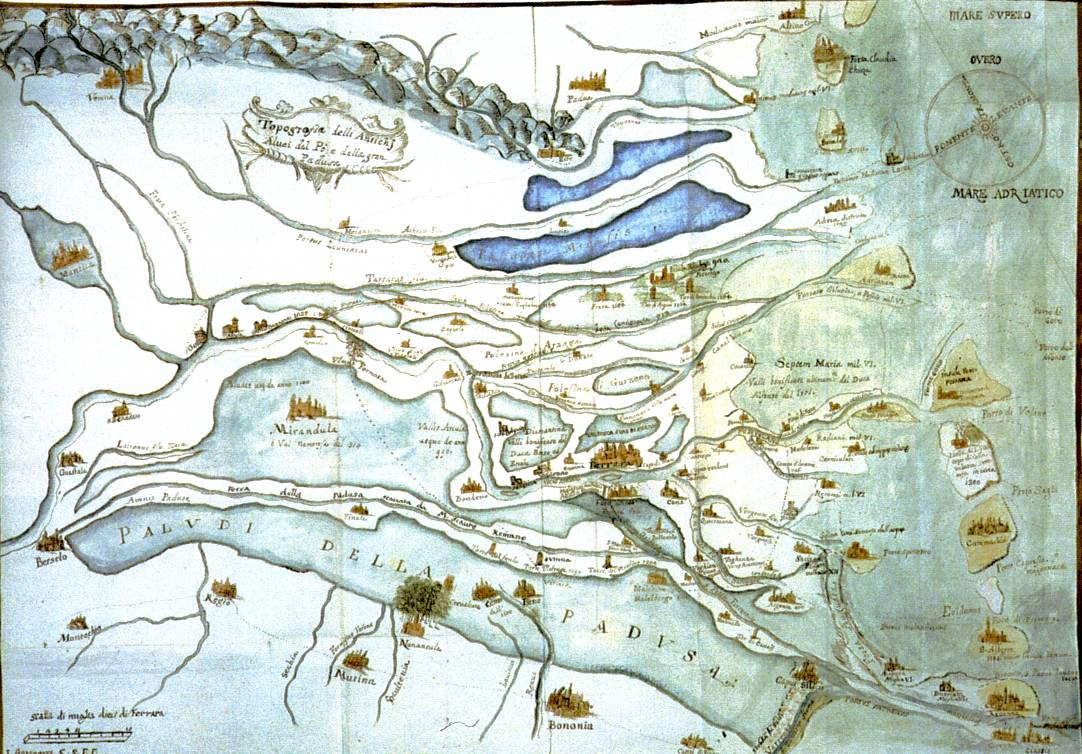
Paludi e isole formate dalle alluvioni del Po in una mappa del 1570

L'area delle valli mirandolesi è stata da sempre soggetta, nei secoli passati, ai disastrosi allagamenti determinati dal Fiume Po, fra quelle storicamente documentate, si può ricordare quella del 1705. Non furono da meno, tuttavia, quelle della seconda metà del XIX secolo, che provocarono la miseria tra le popolazioni contadine della zona, con conseguenti sommosse sociali; in un'occasione, fu chiamato anche Giuseppe Garibaldi, in veste di paciere (con promesse non mantenute!). Dopo una nuova disastrosa alluvione (1839), ben due se ne succedettero in pochi anni (1872 e 1879): le acque raggiunsero quasi Mirandola e, in occasione dell'alluvione dell'ottobre 1872, le valli furono ricoperte da ben sette metri d'acqua, che ristagnò per diversi anni.
Le opere di bonifica idraulica iniziate nei primi anni del 1900 hanno conferito al territorio in oggetto l'aspetto attuale. Nell'ultimo decennio del XX secolo lo scavo di specchi d'acqua artificiali per l'allevamento ittico e per la pesca sportiva ha consentito l'instaurarsi di uno straordinario ecosistema restituendo così alle valli, seppure in settori limitati, il loro aspetto naturale.

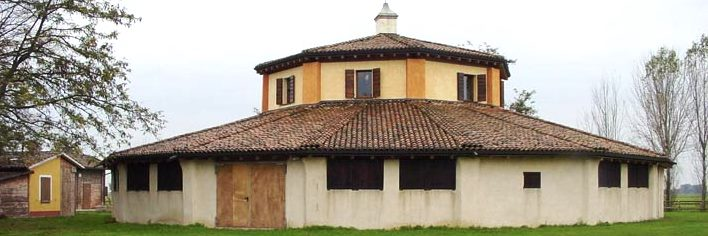
Barchessone Vecchio

Un altro aspetto, che contribuisce a caratterizzare il bene geomorfologico delle "Valli Mirandolesi", è il "Paleoalveo dei Barchessoni". Esso consiste in una forma paleoidrografica sepolta all'interno della Valle Le Partite; in particolare, si tratta dei meandri di un antico alveo secondario del Fiume Po, in piena attività nell'età del Bronzo.
Questo paleoalveo non ha attualmente alcun'evidenza altimetrica, come probabilmente aveva in un recente passato; infatti, in una carta topografica del 1876, lungo il suo percorso, è indicato il toponimo "Dosso dello Spino". Le cause della scomparsa della sua evidenza altimetrica sono state senz'altro sia la deposizione di sedimenti alluvionali "recenti" del fiume Po (proprio quelle di fine '800), che hanno sepolto e livellato le forme più antiche, sia i lavori legati alla conversione del territorio all'agricoltura, soprattutto con i moderni mezzi meccanici.
Attualmente il paleo-Po è caratterizzato sul terreno solo da strisce di colore più chiaro, a granulometria sabbiosa e che identificano gli argini, e da strisce più scure, a tessitura argillosa e che corrispondono al letto del corso d'acqua; queste caratteristiche hanno una notevole evidenza sulle fotografie aeree. La forma in oggetto costituisce sia un esempio d'evoluzione geomorfologica sia una testimonianza paleogeografica, poiché rimarca un antico percorso del fiume Po che attualmente scorre ad una decina di chilometri più a nord.

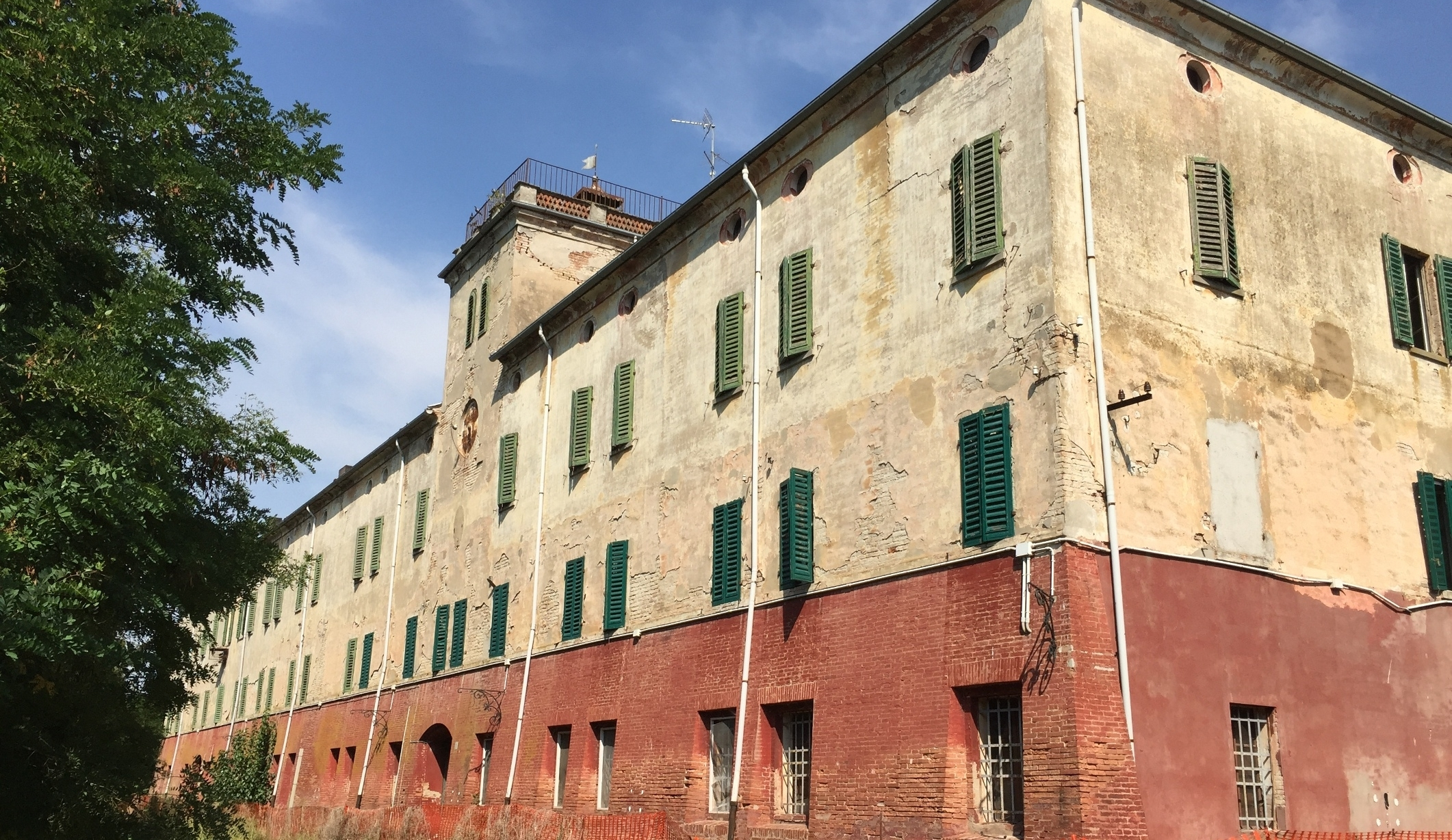
Il Palazzo di Portovecchio nel 2016

Nella zona sono presenti alcune emergenze architettoniche rilevanti, i "Barchessoni", edificati dal Demanio Militare alla fine del secolo scorso, per il ricovero dei cavalli, appartenenti all'ex 5º centro di allevamento quadrupedi della tenuta di Portovecchio del Ministero della guerra. Venne qui a svilupparsi in pochi decenni un complesso militare, disposto lungo una direttrice nord-sud, che ebbe una notevole influenza sulle modificazioni del paesaggio per gli interventi volti alla bonifica. I Barchessoni si presentano attualmente in completo abbandono ed in precario stato di conservazione tranne il Barchessone Vecchio, in fase di ristrutturazione.

## Flora

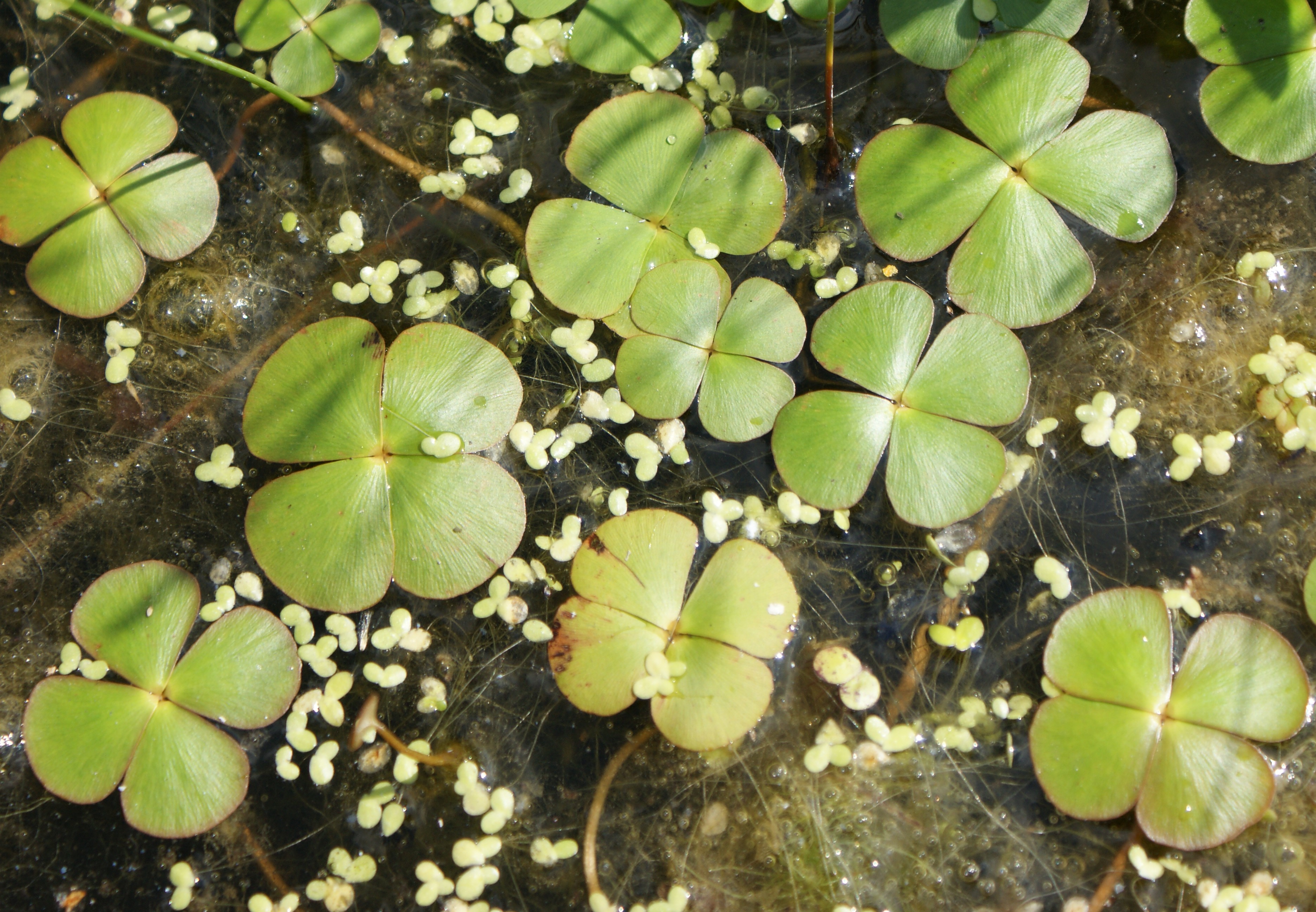
Quadrifoglio acquatico (Marsilea quadrifolia)

I laghi eutrofici, che coprono fino al 10% della superficie delle Valli, sono caratterizzati da vegetazione di Magnopotamion e Hydrocharition, con presenza di Quadrifoglio acquatico e - tra le specie rarissime - Campanelle maggiori, Viola minore, Limnantemio, Sagittaria sagittifolia, Erba pesce, Erba vescica.

## Fauna

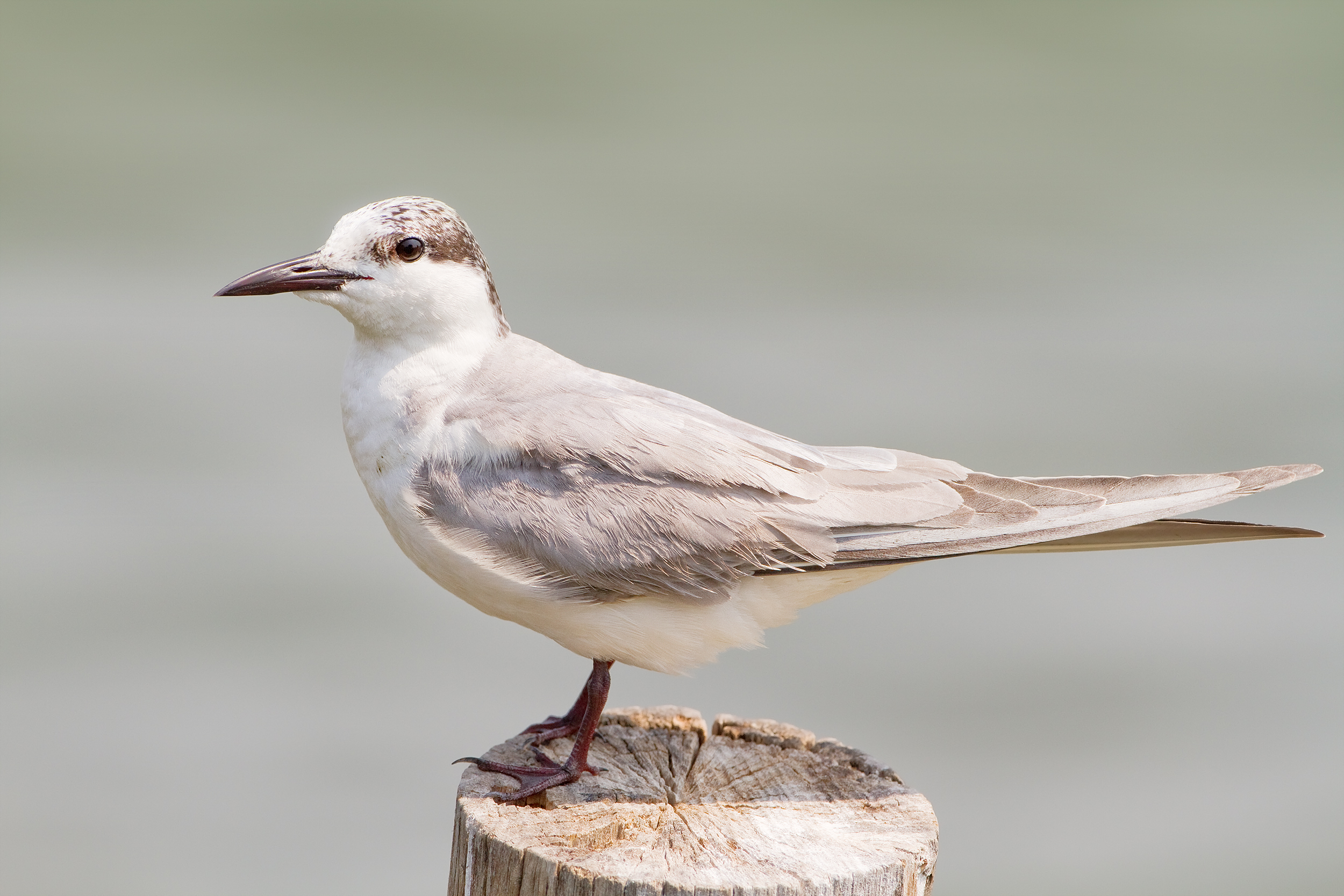
Le Valli mirandolesi ospitano la più grande popolazione italiana di Mignattino piombato (Chlidonias hybridus)

L'habitat naturale e semi-naturale del sito costituisce uno delle più vaste ed importanti zone umide di interesse naturalistico interne alla pianura padana, per la presenza - soprattutto all'interno dell'oasi di protezione della fauna selvatica denominata "Valli di Mortizzuolo" (conosciuta anche con il nome "La Tomina") - di numerose specie di avifauna acquatica e flora selvatica.
Grazie alla presenza di un'importante stazione di inanellamento scientifico (codice IWC: MO0102), nelle Valli Mirandolesi sono state osservate oltre 45 specie diverse di uccelli acquatici di interesse comunitario, di cui 13 nidificanti, il che fa sì che la zona umida sia una delle più importanti della pianura emiliana.

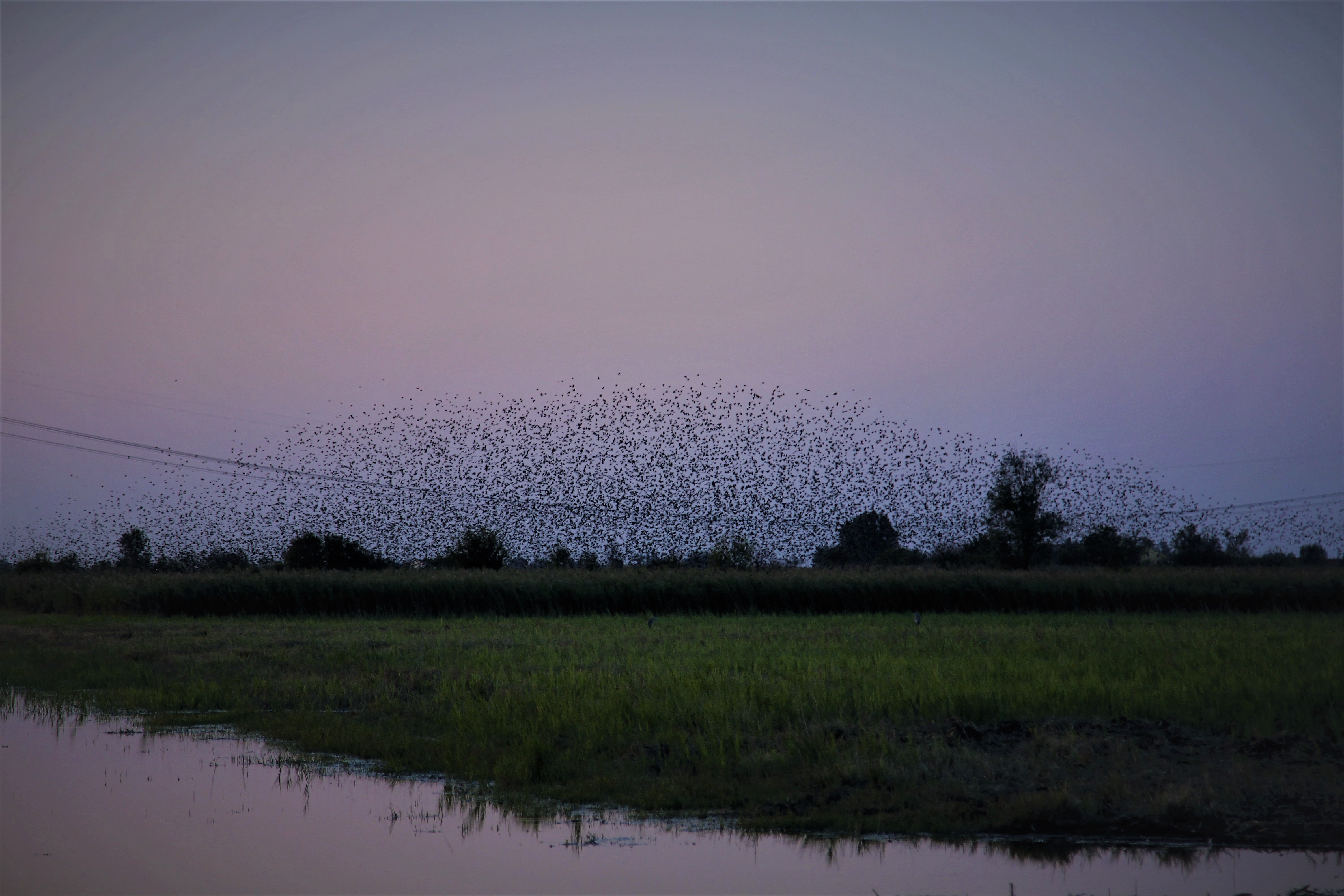
La valle al tramonto

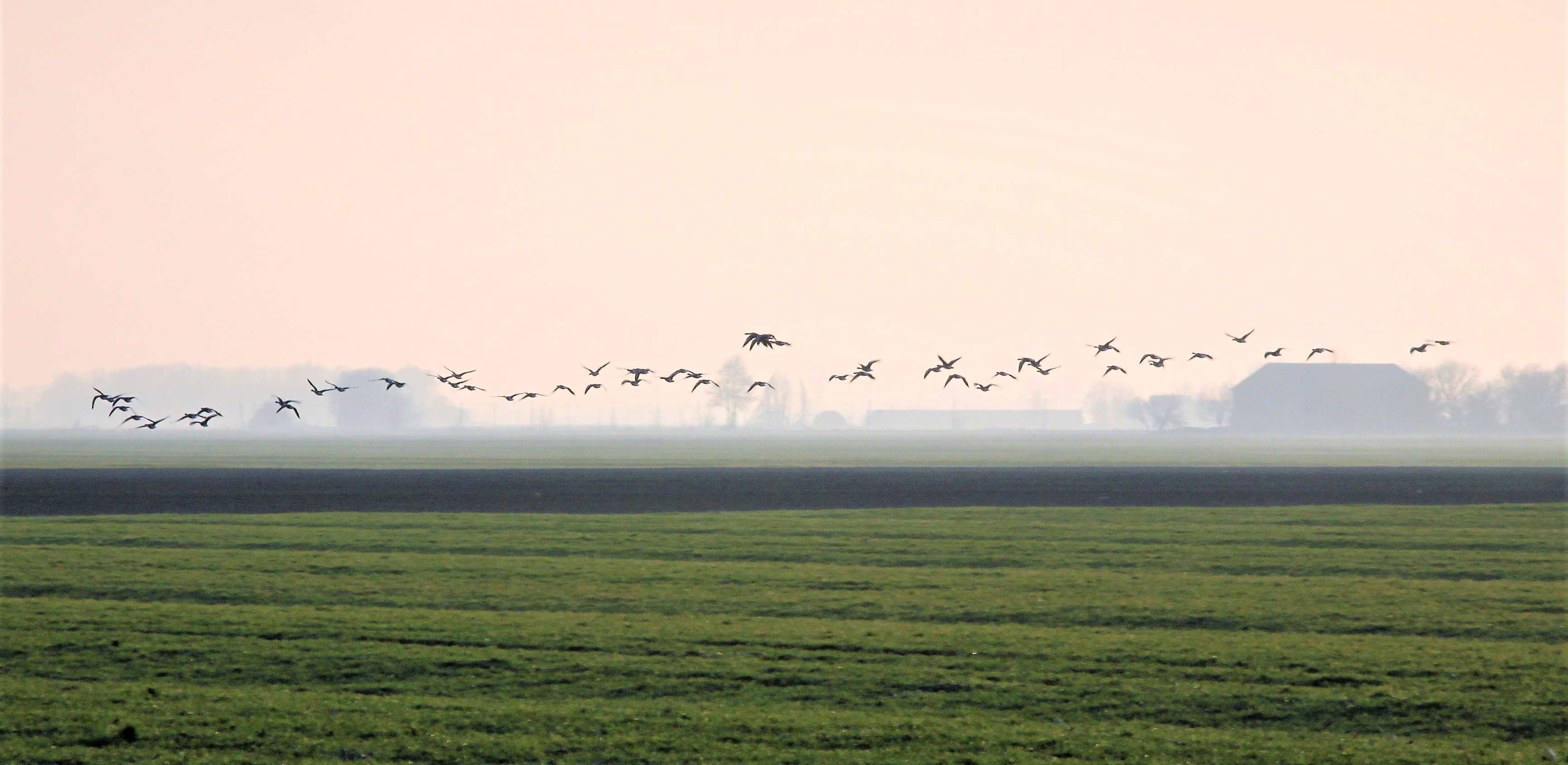
Stormo di oche in volo.jpg

Vi sono grandi popolazioni nidificanti di Cavaliere d'Italia e Botaurus stellaris, oltre al Mignattino piombato (20-40% della popolazione presente in Italia). Inoltre sono presenti: Airone rosso, Tarabusino, Falco di palude, Albanella minore, Sterna, Fraticello, Falco cuculo. Tra le specie rare, si osservano Svasso maggiore, Canapiglia, Marzaiola, Mestolone, Lodolaio, Basettino. Sono inoltre presenti: Airone bianco maggiore, Garzetta, Falco pescatore, Piviere dorato, Piro piro boschereccio, Combattente, Pavoncella, Chiurlo e Pettazzurro. Inoltre è una delle zone più lontane dal mare ove nidificano Avocetta e Fratino.
Il 5 giugno 2017 nel centro delle valli è stato ripreso un maschio di sciacallo dorato: tale avvistamento costituisce la punta più avanzata dell'espansione della specie verso l'Italia centrale.
Tra le specie anfibie, sono presenti Tritone crestato e Raganella; mentre si segnala tra gli invertebrati la farfalla Lycaena dispar.

## Valorizzazione
Presso il Barchessone Vecchio di San Martino Spino è stato realizzato un centro di educazione ambientale pubblico, gestito dall'amministrazione comunale di Mirandola.